# 山田浩之
山田 浩之（やまだ ひろゆき、1932年3月14日 - ）は、日本の経済学者。京都大学名誉教授、大阪商業大学名誉教授、羽衣国際大学名誉教授。専門は交通経済学、都市経済学、地域経済学、文化経済学。経済学博士（京都大学）（1979年）。大阪市出身。

## 略歴
- 1953年：京都大学経済学部卒業
- 1958年：京都大学大学院経済学研究科博士課程単位取得満期退学
- 1963年：京都大学経済学部助教授
- 1969年：ハーバード大学燕京研究所客員研究員（1971年まで）
- 1973年：経済企画庁経済研究所（1975年まで）
- 1977年：京都大学経済学部教授
- 1979年：「都市の経済分析」により京都大学経済学博士
- 1981年：オックスフォード大学交通研究所客員研究員（1982年まで）
- 1984年：京都大学経済学部長（1986年まで）
- 1995年：京都大学定年退官、名誉教授
- 1995年: 大阪国際大学政経学部教授
- 1997年：大阪商業大学大学院地域政策学研究科長
- 2002年：羽衣国際大学学長（2006年まで）

## 受賞
- 1981年：日本交通学会賞（『都市の経済分析』）
- 2002年：交通図書賞（『交通混雑の経済分析』）
- 2010年：瑞宝中綬章

## 主な役職
- 応用地域学会会長（1992-1994）
- 日本交通学会会長 (1999-2001)
- 近畿都市学会会長（2010-2014）
- 文化経済学会＜日本＞副会長（1998-1999）
- 関西鉄道協会都市交通研究所所長（2003-2007）

## 著作

### 単著
- 『都市の経済分析』東洋経済新報社、1980年

### 共編著
- 交通経済学講義（岡野行秀と共編著）青林書院新社 1974年
- 社会資本の経済学（飯田経夫と共編著）有斐閣 1976年
- 住宅市場の計量分析（小林良邦・近藤誠・池上正弘・柳沼寿と共著）経済企画庁経済研究所 研究シリーズ31 1976年
- 都市経済学（編著）有斐閣 1978年
- 文化経済学を学ぶ人のために（池上惇と共編著）世界思想社 1993年
- 都市と土地の経済学（西村周三・綿貫伸一郎・田淵隆俊と共編著）日本評論社 1995年
- 交通混雑の経済分析（編著）勁草書房 2001年
- 地域経済学入門（編著）有斐閣 2002年
- 都市祭礼文化の継承と変容を考える（編著）ミネルヴァ書房 2016年
- 入門観光学（竹内正人・竹内利江と共編著）ミネルヴァ書房 2018年
- 地域経済学入門【第3版】（徳岡一幸と共編著）有斐閣 2018年
- 京都から考える都市文化政策とまちづくり（赤崎盛久と共編著）ミネルヴァ書房 2019年

## 関連文献
- 京都大学経済学会編『山田浩之教授記念論文集』京都大学経済学会、1995年。
- 西村周三他編『都市と土地の経済学：山田浩之教授退官記念』日本評論社、1995年。